# Gerardo Rozín
Gerardo Rozín (Rosario, 18 de junio de 1970 - Buenos Aires, 11 de marzo de 2022) fue un periodista, presentador y productor de radio y televisión argentino.
Fue reconocido principalmente por haber sido el conductor de varios programas de televisión como Gracias por venir, gracias por estar, Morfi, todos a la mesa y La peña de Morfi, en el canal Telefe.

## Trayectoria
Nació en el seno de una familia judía. Aunque nunca estudió, fue iniciado en el periodismo cuando tenía doce años por un amigo con quien hizo el primer listado de desaparecidos de su escuela “antes que el Nunca Más”. Alternó medios gráficos con radio y televisión.

## Televisión
Fue productor del programa Sábado bus, conducido por Nicolás Repetto, en el que además estaba a cargo del segmento «La pregunta animal», que luego continuó como programa independiente; también fue productor de Hora clave, programa político conducido por Mariano Grondona, y de Georgina y vos, de Georgina Barbarossa.
En 2002 estuvo a cargo de la programación de Azul TV en sus últimos meses antes de que volviera llamarse Canal 9.
Estuvo en La pregunta animal, Medianoche de un día agitado y Todo por el aire ambos en Canal 9, junto a Beto Casella, que duró solo dos meses. 
Hasta 2008 estuvo al frente de 23 minutos en el canal C5N. 
En 2007 condujo junto a Reynaldo Sietecase y Maximiliano Montenegro el programa Tres poderes, que en 2009 fue interrumpido.
Desde 2010 condujo en televisión Esta noche, de lunes a jueves, ya que el viernes cambiaba la temática para convertirse en Esta noche, libros, dedicado a la literatura, con la coconducción de Eugenia Zicavo. 
Fue productor y conductor del programa Gracias por venir, gracias por estar, con la modelo y actriz Julieta Prandi, los sábados en Telefe, con picos de índice de audiencia de hasta 21 puntos.
Desde 2015 hasta 2017, condujeron de lunes a viernes Morfi, todos a la mesa, primero fue Carina Zampini y después en la última temporada con la modelo argentina Zaira Nara.
En 2016 en Telefe, condujeron Morfi Café con Zaira Nara y el cocinero Santiago Giorgini. En 2018 junto a Wanda Nara animó Especiales Musicales de Morfi y hasta 2021 condujo La peña de Morfi, junto con la modelo y presentadora de televisión Jesica Cirio.
También fue productor del programa Relatos Criminales emitido por Telefe en 2019 al igual que Morfi Kids. Desde 2021 produjo para América Es por ahí con la conducción de Guillermo Andino junto a Soledad Fandiño y luego con la conducción de Julieta Prandi y el Tucu López

## Fallecimiento
Falleció el 11 de marzo de 2022 en su casa del barrio porteño de Núñez, a los 51 años, a causa de un tumor cerebral que le fue diagnosticado el año anterior. Sus restos fueron inhumados en el Cementerio Israelita de Rosario.

## Proyectos en televisión
- Sábado Bus (1999-2001)
- Hora Clave (2002)
- Georgina y vos (2003)
- La pregunta animal (2003-2004)
- Medianoche de un día agitado (2004-2005)
- Todo por el aire (2006)
- 23 minutos (2007-2008)
- Tres poderes (2007-2009)
- La pregunta animal (2010)
- Esta noche (2010)
- Esta noche, libros (2010)
- Gracias por venir, gracias por estar (2012-2014)
- Morfi, todos a la mesa (2015-2021)
- La peña de Morfi (2016-2021)
- Morfi Café (2016-2017)
- La fiesta de Morfi (2017)
- Especiales musicales de Morfi (2018)
- Buen Morfi (2018-2019)
- El primero de nosotros (2022)

## Radio
En radio condujo La banda ancha junto a Julia Michelón, en la radio Mega 98.3, desde 2006 hasta 2009; hasta 2009 también condujo Mejor imposible, junto a Gabriela Rádice, Claudia Villapún, Julia Michelón y Sebastián Meschengieser. Hizo Mundo Rozín, por la FM 101.5 Pop Radio.